# Cudahy (Wisconsin)
Cudahy város az USA Wisconsin államában, Milwaukee megyében. Lakosainak száma 18 204 fő (2020. április 1.).

## Népesség
A település népességének változása:

| 2010 | 18 267 |
| 2020 | 18 204 |